# Louis-Frédéric Ier de Schwarzbourg-Rudolstadt
Titre
Prince de Schwarzbourg-Rudolstadt
15 décembre 1710 – 24 juin 1718
(7 ans, 6 mois et 9 jours)
Louis-Frédéric Ier de Schwarzbourg-Rudolstadt (15 octobre 1667 à Rudolstadt – 24 juin 1718, à Rudolstadt) est le prince régnant de Schwarzbourg-Rudolstadt, comte de Hohenstein, seigneur de Rudolstadt, Blankenburg et Sondershausen de 1710 jusqu'à sa mort.

## La vie
Louis-Frédéric est le fils d'Albert-Antoine de Schwarzbourg-Rudolstadt et sa femme, le poète et pietiste, Émilie-Julienne de Schwarzbourg-Rudolstadt.
Entre mai 1687 et en octobre 1688, il fait un Grand Tour, accompagné de son Précepteur Jean d'Asseburg. Il est reçu au château de Versailles par le roi Louis XIV et à Vienne par l'empereur Léopold Ier. Il est également reçu par le duc Frédéric Ier de Saxe-Gotha-Altenbourg, dont la fille Anne-Sophie l'épouse le 15 octobre 1691 au château de Friedenstein à Gotha. Le couple a 13 enfants.
Son père est élevé Prince du Saint-Empire en 1697, et de nouveau en 1710. En 1710, son père accepte de l'élévation, mais qui n'est pas publique. Après la mort de son père en 1710, Louis-Frédéric hérite de Schwarzbourg-Rudolstadt et publie la promotion. À partir du 15 avril 1711, il se titre lui-même prince de Schwarzbourg-Rudolstadt. À l'époque, la principauté a environ 45 000 habitants. L'élévation permet de renforcer la position de la Maison de Schwarzbourg à l'encontre de la Maison de Wettin et en assure la survie à l'époque moderne. Entre 1697 et 1719, ils ont ajouté une Salle Impériale du côté sud de leur château de Schwarzbourg, en soulignant l'importance que les princes ont attaché à leur élévation.
Louis-Frédéric assiste son père dans l'administration de la principauté, même avant 1710. Après, il hérite du trône, il réforme de l'administration sur une base absolutiste. George-Ulrich de Beulwitz est le plus haut fonctionnaire de la principauté. Inspiré par le Roi-Soleil, Louis-Frédéric souhaite déplacer sa résidence à Schwarzbourg. Cependant, sa situation financière rend la chose impossible.
Louis-Frédéric meurt le 24 juin 1718 et son fils aîné, Frédéric-Antoine, lui succède.

## Mariage et Descendance
Le 15 octobre 1691 au Château de Friedenstein à Gotha, Louis-Frédéric épouse Anne-Sophie de Saxe-Gotha-Altenbourg, la fille du duc Frédéric Ier de Saxe-Gotha-Altenbourg. Ils ont 13 enfants:
- Frédéric-Antoine de Schwarzbourg-Rudolstadt (1692-1744), prince de Schwarzbourg-Rudolstadt, marié avec :
  1. La princesse Sophie-Wilhemine de Saxe-Cobourg-Saalfeld (1690-1727),
  2. La princesse Christine Sophie de la Frise Orientale (1688-1750) ;
- Amélie-Madeleine (1693-1693) ;
- Sophie Louise (1693-1776) ;
- Sophie Julienne (1694-1776), religieuse de l'abbaye de Gandersheim ;
- Guillaume Louis (1696-1757), marié en 1726 morganatiquement à Caroline Henriette Gebauer (1706-1794), qui a été faite baronne de Brockenburg en 1727 ;
- Christine Dorothée (1697-1698) ;
- Albert Antoine (1698-1720) ;
- Émilie Julienne (1699-1774) ;
- Anne-Sophie de Schwarzbourg-Rudolstadt (1700-1780), marié en 1723 au duc François-Josias de Saxe-Cobourg-Saalfeld (1697-1764) ;
- Sophie Dorothée (1706-1737) ;
- Frédérique Louise (1706-1787) ;
- Magdalena Sibylle (1707-1795), religieuse de l'abbaye de Gandersheim ;
- Louis-Gonthier II de Schwarzbourg-Rudolstadt (1708-1790), prince de Schwarzbourg-Rudolstadt, marié en 1733 à la comtesse Sophie-Henriette de Reuss-Untergreiz (1711-1771).